# Дакримицеты
Дакримице́ты (лат. Dacrymycetes) — класс базидиомицетовых грибов, включающий всего около 100 видов.
Наиболее известные роды — Calocera, Dacrymyces, Guepiniopsis.

## Характерные признаки
Плодовые тела всех представителей класса студенистой консистенции.
Базидии раздвоенные на две стеригмы, несущие по одной споре. Единственный представитель с цилиндрическими односпоровыми базидиями — Dacrymyces unisporus (L.S.Olive) K.Wells.
Парентосомы, прикрывающие поры септ мицелия, не перфорированные.

## Семейства
В классе один порядок — Dacrymycetales Lindau.
Cerinomycetaceae представлены грибами с резупинатными плодовыми телами. Виды Dacrymycetaceae — подушковидные или рогатиковые грибы.
- Cerinomycetaceae Jülich, 1981
- Dacrymycetaceae Bref., 1888 — Дакримицетовые